# Primary van Georgia 2008
De primary van Georgia is een voorverkiezing die op 5 februari 2008 werd gehouden, de dag van Super Tuesday. Barack Obama en Mike Huckabee wonnen.

## Democraten
| Legenda: | Teruggetrokken voor de causus |

| Georgia Democratiscge primary 2008 | Georgia Democratiscge primary 2008 | Georgia Democratiscge primary 2008 | Georgia Democratiscge primary 2008 |
| Kandidaat                          | Stemmen                            | Percentage                         | Nationale gedelegeerden            |
| ---------------------------------- | ---------------------------------- | ---------------------------------- | ---------------------------------- |
| Barack Obama                       | 704,247                            | 66,39%                             | 60                                 |
| Hillary Clinton                    | 330,026                            | 31,11%                             | 27                                 |
| John Edwards                       | 18,209                             | 1,72%                              | 0                                  |
| Joe Biden                          | 2,538                              | 0,24%                              | 0                                  |
| Dennis Kucinich                    | 2,096                              | 0,20%                              | 0                                  |
| Bill Richardson                    | 1,879                              | 0,18%                              | 0                                  |
| Mike Gravel                        | 952                                | 0,09%                              | 0                                  |
| Christopher Dodd                   | 904                                | 0,09%                              | 0                                  |
| Totaal                             | 1,060,851                          | 100,00%                            | 87                                 |

## Republikeinen
| Kandidaten    | Stemmen | Percentage | Nationale gedelegeerden |
| ------------- | ------- | ---------- | ----------------------- |
| Mike Huckabee | 326,874 | 33,92%     | 45                      |
| John McCain   | 304,751 | 31,63%     | 3                       |
| Mitt Romney   | 290,707 | 30,17%     | 0                       |
| Ron Paul      | 28,096  | 2,92%      | 0                       |
| Rudy Giuliani | 7,162   | 0,74%      | 0                       |
| Alan Keyes    | 1,158   | 0,15%      | 0                       |
| Duncan Hunter | 755     | 0,08%      | 0                       |
| Tom Tancredo  | 324     | 0,03%      | 0                       |
| Totaal        | 963,541 | 100%       | 48                      |